# Општина Магурени (Прахова)
Магурени (рум. Măgureni) општина је у Румунији у округу Прахова.
Oпштина се налази на надморској висини од 350 m.